# Port Albemarle
Port Albemarle (span.: Puerto Santa Eufemia) ist eine kleine Siedlung auf den Falklandinseln. Der Ort liegt am südlichen Ende von Westfalkland und gilt mit der umgebenden Landschaft als einer der schönsten der Insel.
Im 19. Jahrhundert war Albemarle aufgrund seines natürlichen Hafens, der durch die vorgelagerten Arch Islands geschützt ist, eine Station für die Jagd auf Seelöwen. Ruinen der verlassenen Stationsgebäude sind noch heute zu sehen. In Folge des Zweiten Weltkrieges sollte der Ort, ähnlich wie Ajax Bay, durch die Commonwealth Development Corporation als Siedlung ausgebaut werden. Die in diesem Zusammenhang errichteten Nissenhütten, Piere und das eigens errichtete Kraftwerk sind jedoch mittlerweile verfallen. Heute existiert in der Nähe des Ortes lediglich eine kleine Schaffarm.

## Nachweise
1. ↑  Archivierte Kopie (Memento des Originals vom 22. Oktober 2012 im Internet Archive)  Info: Der Archivlink wurde automatisch eingesetzt und noch nicht geprüft. Bitte prüfe Original- und Archivlink gemäß Anleitung und entferne dann diesen Hinweis. (PDF; 1,1 MB)